# Menehune
U havajskom jeziku, riječ Menehune označava malene ljude (patuljci), koji navodno prebivaju u gustim šumama havajskih otoka.
Njihova omiljena hrana su banane (maiʻa) i riba.
Prema havajskoj mitologiji, Menehune su živjeli na Havajima dugo prije dolaska naroda danas poznatog kao Havajci. Upravo su Menehune, kako opisuju mitovi Havajaca, izgradili hramove, kanue, kuće, ceste i umjetna jezera. Na Havajima se još uvijek mogu vidjeti neki primjerci arhitekture pripisane radu ovih malih bića.
Do danas nije otkriven nikakav fizički dokaz postojanja ovakvih bića, ali su znanstvenici iznijeli svoje teorije o tome što ona znače u mitovima.
Kralj Kaumualiʻi od Kauaija je 1820. naredio popis stanovništva svog otoka; na tom popisu se može naći 65 ljudi popisanih kao Menehune.